# Franciszek Surma
Franciszek Surma (ur. 1 lipca 1916 we wsi Głębocz, obecnie część Gołkowic, zm. 8 listopada 1941) – porucznik pilot Polskich Sił Powietrznych w Wielkiej Brytanii, as myśliwski II wojny światowej, kawaler Krzyża Srebrnego Orderu Wojennego Virtuti Militari.

## Życiorys
Był synem Franciszka i Tekli de domo Wodeckiej, miał dziewięcioro rodzeństwa. Do szkoły podstawowej uczęszczał w Gołkowicach, natomiast do gimnazjum w Żorach. W 1932 r. wstąpił do Korpusu Kadetów Nr 3 w Rawiczu. W 1936 uzyskał maturę i wstąpił do wojska. Ukończył kurs unitarny w Szkole Podchorążych Piechoty w Różanie, a następnie Szkołę Podchorążych Lotnictwa w Dęblinie. Następnie, 15 czerwca 1939 otrzymał odznakę pilota III klasy i w stopniu sierżanta podchorążego został skierowany do 121 eskadry myśliwskiej w 2 pułku lotniczym w Krakowie. 30 sierpnia 1939 r. zmusił do ucieczki niemiecki samolot zwiadowczy krążący nad Wodzisławiem Śląskim.
W kampanii wrześniowej 1939 wykonywał loty bojowe w składzie lotnictwa Armii „Kraków”. Kilkakrotnie walczył z nalotami Ju 87 i Do 17, a także stoczył pojedynek powietrzny z He 111. Nie odniósł jednak zwycięstw. 8 września otrzymał promocję oficerską. 18 września 1939 przekroczył granicę Rumunii i przedostał się drogą morską do Libanu, a stamtąd do Francji i w dalszej kolejności do Anglii.
W 1940, w 56. Operational Training Unit (OTU) w Sutton Bridge przeszedł szkolenie na samolotach myśliwskich Hurricane, a następnie przydzielony został do 151 dywizjonu myśliwskiego RAF w Stapleford i wziął udział w bitwie o Anglię. 25 sierpnia 1940 wykonał pierwszy lot bojowy. 30 sierpnia zaatakował formację niemieckich bombowców i uzyskał prawdopodobne zestrzelenie He 111. 11 września został przeniesiony do 607 dywizjonu myśliwskiego RAF. 26 września zestrzelił jednego Bf 109. Niemiecki samolot rozbił się w morzu niedaleko brzegu Anglii. 21 października przydzielony został do 257 dywizjonu myśliwskiego. 28 października startował alarmowo w czasie bombardowania lotniska Tangmere, uszkodził He 111, ale sam został zestrzelony, prawdopodobnie przez Bf 109. Wyskoczył na spadochronie. 12 grudnia został przeniesiony do 242. Dywizjonu Myśliwskiego w Martlesham Heath, a 13 marca 1941 do 308 dywizjonu myśliwskiego „Krakowskiego”. 26 marca wspólnie z ppor. Władysławem Bożkiem i sierż. Janem Kremskim uzyskał prawdopodobne zestrzelenie Ju 88 na południe od Coventry.
11 maja 1941 w walce powietrznej toczonej nad miasteczkiem Great Malvern pilotowany przez niego Spitfire R6644 został trafiony i zaczął płonąć – pilot ratował się skokiem ze spadochronem
Latem tego roku rozpoczął loty nad Francją na samolocie Spitfire. 22 lipca nad Saint Omer zestrzelił jednego Bf 109, 16 września nad Gravelines zestrzelił kolejnego Bf 109. 20 września nad kanałem La Manche zniszczył jednego Bf 109 na pewno, a drugiego prawdopodobnie. 27 września uzyskał prawdopodobne zestrzelenie Bf 109. 12 października nad Le Touquet zestrzelił Bf 109, uzyskując tym samym tytuł asa myśliwskiego. 8 listopada lecąc i osłoniając bombowce zmierzające nad Lille starł się z Bf 109 w okolicach Dunkierki. W trakcie walki odłączył się od swojego dywizjonu i nie wrócił do bazy. Jego ciała i wraku jego samolotu nigdy nie odnaleziono. Prawdopodobnie został zestrzelony przez obronę przeciwlotniczą.
25 maja 2002 został patronem gimnazjum w Gołkowicach.

## Zestrzelenia
Na liście Bajana sklasyfikowany został na 37 pozycji z pięcioma samolotami Luftwaffe zestrzelonymi na pewno, trzema i 1/3 zestrzelonymi prawdopodobnie oraz jednym uszkodzonym.
- 26 września 1940 – Bf 109
- 22 lipca 1941 – Bf 109
- 16 września 1941 – Bf 109
- 20 września 1941 – Bf 109
- 12 października 1941 – Bf 109

## Ordery i odznaczenia
- Krzyż Srebrny Orderu Wojennego Virtuti Militari (nr 9239, 30 października 1941)
- Krzyż Walecznych – trzykrotnie (dwukrotnie 10 września 1940, 30 października 1941)
- Medal Lotniczy
- Pomnik Franciszka Surmy stoi w Anglii (czasopismo „Śląsk” z 2000 r.)